# Демонте
Демонте (итал. Demonte) — коммуна в Италии, располагается в регионе Пьемонт, в провинции Кунео.
Население составляет 2042 человека (2008 г.), плотность населения составляет 16 чел./км². Занимает площадь 127 км². Почтовый индекс — 12014. Телефонный код — 0171.
Покровителем коммуны почитается святой Донат из Ареццо, празднование 7 августа.

## Демография
Динамика населения:

## Администрация коммуны
- Официальный сайт: http://www.comune.demonte.cn.it/ Архивная копия от 3 августа 2009 на Wayback Machine